# Andrew Wilson (nadador)
Andrew Wilson (Estados Unidos, 16 de setembro de 1996) é um nadador norte-americano. Andrew competiu nos Jogos Olímpicos de Verão de 2020 e garantiu uma medalha de ouro para o país na modalidade de revezamento 4x100 m livre masculino.